# Daniel Leupi
Daniel Leupi (* 23. November 1965 in Cham) ist ein Schweizer Politiker (Grüne Partei der Schweiz).

## Leben
Nach dem Besuch der Luzerner Kantonsschule studierte Leupi an der Universität Bern Wirtschaftswissenschaft und Geografie. Sein Studium schloss er 1994 mit dem Lizenziat ab. Seit 1995 ist er in Zürich wohnhaft.
Daniel Leupi sass von 2002 bis 2010 im Zürcher Gemeinderat, von 2006 bis 2009 als Fraktionspräsident der Grünen Partei. Seit 2006 ist er Vorstandsmitglied der Grünen Stadt Zürich. Am 7. März 2010 wurde er in den Zürcher Stadtrat gewählt, wo er am 17. Mai 2010 das Polizeidepartement (heute Sicherheitsdepartement) übernahm. Nach dem Rücktritt von Martin Vollenwyder wechselte Leupi am 1. Juni 2013 in das Finanzdepartement. 2014 und 2018 wurde er von der Stimmbevölkerung der Stadt Zürich jeweils wiedergewählt. Als Vorsteher des Finanzdepartements setzt er sich unter anderem für den gemeinnützigen Wohnungsbau und für ein Vorkaufsrecht für Gemeinden ein. Leupi ist Vizepräsident der Konferenz der städtischen Finanzdirektorinnen und -direktoren, einer Sektion des Schweizerischen Städteverbands. Bei den Schweizer Parlamentswahlen 2023 kandidiert er für den Ständerat.
Von 1998 bis 2010 war Leupi Mitinhaber des Velobüro Olten sowie Geschäftsführer der Organisation Slowup. Als Vorstandsmitglied der VCS-Sektion Luzern amtete er von 1990 bis 1997 auch als deren Finanzchef. Von 1997 bis 2008 war er Präsident des Regionalverbands Kanton Zürich von Pro Velo Schweiz. Er ist Vorstandsmitglied bei Pro Natura Kanton Zürich und bei Slowup Zürichsee.
Daniel Leupi lebt in Zürich und hat zwei erwachsene Kinder.